# Tarm (anatomi)
 For alternative betydninger, se Tarm. (Se også artikler, som begynder med Tarm)
Tarmen er en stor del af menneskets fordøjelsessystem. Det er først her det ellers spaltede og æltede mad fra mavesækken, optages i kroppen. Tarmen kan deles yderligere som ”tolvfingertarmen”, ”tyndtarmen”, ”tyktarmen” og ”endetarmen”. De har hver især forskellige funktioner i kroppen.

## Tarmene

### Tolvfingertarmen
Tolvfingertarmen (duodenum) er de egentlige første 20-25 cm af tyndtarmen. Navnet kommer af at længden nogenlunde svarer til bredden af 12 fingre. Den kommer lige efter mavesækken, og er derfor også det første led i tarmsystemet. 
Tolvfingertarmen blander bl.a. føden med galde som dannes i leveren og udskilles via galdegangen. Galde er et sekret, hvis funktion er at emulgere fedt. Ved emulgering forstås, at nogle stoffer gør det muligt at blande fedt og vand (en emulsion), hvilket ellers er delvist umuligt. (Man kender det fra når man forgæves prøver at blande olie og vand i en røreskål). Formålet med emulsionen er, at fedtperlerne bliver mindre, og fedtperlernes overflade dermed bliver større. Derved har fordøjelsesenzymerne en større overflade, at virke på, så fedtmolekylerne kan nedbrydes til fedtsyrer, som kan optages gennem tyndtarmsvæggen. Udover galde bliver føden i tolvfingertarmen også blandet med fordøjelsesenzymer fra bugspytkirtlen. Fordøjelsesenzymerne er med til at nedbryde maden.

### Tyndtarmen
Resten af tyndtarmen kaldes hungertarmen (jejunum) og krumtarmen (ileum). Dvs. at med tolvfingertarmen består tyndtarmen af i alt 3 dele. De sidste to dele står primært kun for absorbsion af næringsstoffer igennem tarmvæggen. Tilsammen har de en længde på ca. 6 meter og diameter på 2-3 cm. De to sidste dele af tyndtarmen fylder en stor del af bughulen, og har en størrelse der hele tiden ændres fordi den har forskellige bevægelsesmønstre. På grund af at den er opspændt hele tiden er den kun halv så lang, som hvis den havde været i afslappet tilstand.

### Tyktarmen og endetarmen
Fra tyndtarmen ryger føden videre til tyktarmen. Tyktarmen (colon) ligger rundt om tyndtarmen som kan ses på illustrationen nedenfor. Den har en længde på ca. 1½ meter og en diameter på ca. 5 cm. Dens opbygning er en del anderledes end tyndtarmen, fordi den står for nogle andre funktioner. Til forskel fra tyndtarmen har tyktarmen også som primær funktion at optage vand og salte, i stedet for hovedsageligt at stå for at optage næringsstoffer. Indholdet i tyktarmen er føden, der ikke er blevet fordøjet i tyndtarmen, dvs. føde stort set uden næringsstoffer. Der er også tilsat vand i tyndtarmen til at skubbe føden videre. (Vandet bliver optaget igen i tyktarmen.) Tyktarmens første forløb benævnes caecum. Caecum er i medicinsk forstand den egentlige blindtarm, da den åbne del af tarmen her ender blindt nedadtil, mens den opadtil fortsætter i tyktarmen som colon. Caecum har samme funktion som resten af tyktarmen. Caecum må ikke forveksles med den i folkemunde (anatomisk ukorrekt) navngivne "blindtarm", appendicis vermifomis, eller på dansk "det ormeformede vedhæng". Det er i denne del af "tarmen", at den kendte betændelsestilstand kan opstå. Vævet er et vedhæng på caecum, oftest helt tillukket, og har ikke nogen funktion i forhold til fordøjelsen. Der er generelt diskussioner om hvad den er til for. Nogle mener at den er vigtig for immunforsvaret, fordi vævet hovedsageligt består af lymfevæv, mens andre mener at den blot er et levn fra et tidligere stadie i evolutionen. Man kan derfor også få den fjernet uden mén, hvis man f.eks. lider af blindtarmsbetændelse (denne sygdom bliver beskrevet længere nede i teksten). Tyktarmen har ikke samme foldninger som tyndtarmen, da den ikke skal optage lige så meget. Tyktarmen har også store udposninger på ydersiden, som kommer af at der langs tyktarmens længderetning ligger nogle muskler. Disse muskler laver en bølgebevægelse, som er med til at skubbe al føden videre, så det sikres at der ikke ligger noget fast i tarmen. Den sidste del af tyktarmen bliver brugt som et lager til afføringen, og dette er praktisk for at kunne holde afføringen tilbage for at udsætte et toiletbesøg.
Efterhånden som føden ryger videre i tyktarmen, tømmes det mere og mere for vand, og på den måde bliver det mere og mere tyktflydende, og til sidst ender det med at komme ud som afføring. Denne del af tarmen kaldes endetarmen (rectum) og går ud til endetarmsåbningen. Afføringen består af vand, salt, slim og bakterier, som kroppen ikke havde brug for. Farven kommer fra galden i tyndtarmen, og lugten kommer fra bakterierne i tyktarmen.

## Infektion i tarmene
Der findes en del forskellige sygdomme i tarmene. Det kan f.eks. være inkontinens for afføring, Colitis ulcerosa, Crohns sygdom, betændelse i diverse dele eller kræft i tyk- eller endetarmen. Men en af de mest hyppige er som førnævnt blindtarmsbetændelse. Der udføres i Danmark 12.000 operationer mod sygdommen hvert år.[kilde mangler]
Den rammer oftest mennesker i 8 til 25-års alderen, og meget sjældent børn under 2 år. Der er ikke noget egentligt svar på hvorfor man får sygdommen, men man mener det skyldes de bakterier der i forvejen ligger i tarmen. Blindtarmsbetændelse starter med smerter omkring navlen, og efter nogle timer vil der kommer smerter nede i højre side, hvilket også gør, at det gør ondt når man bevæger sig. Man får typisk også feber, kvalme, diarre og ømhed i kroppen. Hvis man ikke bliver opereret imod, dvs. at få blindtarmen fjernet, kan det forårsage at bakterierne går videre i kroppen og ende med at give bughindebetændelse. Bughindebetændelse er en betændelsestilstand i den hinde, som ligger rundt omkring de fleste af organerne i bughulen. Dette giver forøgelse af en væske, der normalt bruges til at organerne kan glide let mod hinanden. For meget af dette stof er ikke godt for kroppen, og går ved bughindebetændelse hen og bliver livstruende. På den måde er det vigtigt at få fjernet den ellers, til sammenligning mere harmløse blindtarmsbetændelse. Så man ikke ender med bughindebetændelse, som derefter kan forårsage døden.